# Chilapa de Álvarez (ort)
Chilapa de Alvarez är en ort i Mexiko.   Den ligger i kommunen Chilapa de Álvarez och delstaten Guerrero, i den södra delen av landet, 200 km söder om huvudstaden Mexico City. Chilapa de Alvarez ligger 1 413 meter över havet och antalet invånare är 23 665.
Terrängen runt Chilapa de Alvarez är huvudsakligen kuperad. Chilapa de Alvarez ligger nere i en dal. Runt Chilapa de Alvarez är det ganska glesbefolkat, med 42 invånare per kvadratkilometer. Chilapa de Alvarez är det största samhället i trakten. Omgivningarna runt Chilapa de Alvarez är en mosaik av jordbruksmark och naturlig växtlighet.